# Kanat de Xirvan
El Kanat de Xirvan fou un estat a l'actual Azerbaidjan, a la regió de Xirvan, que va existir del 1748 fins al 1805. La capital fou Şamaxı (Shamakha) o Yeni Şamaxı (Nova Shamakha, després Ağsu).

## Història

### Primer kanat de Shirvan
La insatisfacció pública al Xirvan amb els perses va portar a una revolta. El 1707 la població de Djària (Djarir) i Tsakhur dirigida pels seus ancians van atacar Shamakha, la residència del governant de Xirvan. El 1708 tropes perses sota les ordres d'Imam Kuli Khan van avançar des de Kakhètia i van aixafar la revolta. El 1709 a l'Azerbaidjan Haji Dawud també es va rebel·lar contra els perses. L'utsmi de Kaytak, Ahmed-khan, va cridar al poble per lluitar contra els perses xiites. La revolta amb més o menys forces ja no es va aturar.
El 1720 el xah de Pèrsia, Sultan Husayn, va cridar als seus aliats per ajudar-lo a suprimir la revolta a Xirvan. El kan de Kazi Kumukh, Surkhay Khan, va reunir el seu exèrcit i va avançar cap a Xirvan, per ajudar al xah. No lluny de Kabala, Surkhay Khan vaig ser aturat per una delegació sunnita de Xirvan dirigida per Haji Dawud que va instar a Surkhay Khan a donar suport als sunnites en lloc dels xiïtes. L'utsmi Ahmed-khan estava també dins de l'aliança amb Haji Dawud contra els "rafides". Surkhay Khan va decidir donar suport als sunnites de Xirvan i va canviar de bàndol.
El 21 de juliol de 1721 Surkhay Khan I i Haji Dawud van atacar la ciutat safàvida de Shemakha, el centre de comerç més important de Xirvan, i la van capturar. L'escriptor anglès Jonas Hanway va escriure que "la ciutat va haver de pagar rescat". L'utsmy Ahmed Khan potser no va participar en aquesta campanya a causa d'una amenaça del shamkhal de Tarki.
El 1724 Haji Dawud i els seus aliats van rebutjar reconèixer els termes del tractat signat per Ferhat Paixà segons el qual Xirvan passava de Pèrsia a Turquia, i Shurkay Khan va demanar a la Turquia Otomana de mantenir Xirvan sota el seu govern (i administrat per Haji Dawud). Turquia va rebutjar. Surkhay Khan I de Kazi Kumukh, l'utsmi de Kaytak Ahmed Khan i Nutsal Khan d'Avària van assolar Xirvan un any sencer atacant als turcs. El 1725 (en una altra font el 1728) Turquia va emetre un firman que va proclamar Surkhay Khan I com a governant de Xirvan. Surkhay Khan I va rebre el títol de kan de Xirvan i Kazi Kumukh, i va fer de Shemakha la seva residència, construint escoles, fortaleses i carreteres.
El historiador Gusaynov va escriure que "vers el juliol de 1730 el xah de Pèrsia va oferir a Surkhay Khan I la posició de virrei persa a Shemakha però Surkhay la va rebutjar". El 1733 Nadir Afxar (després Nadir Xah), comandant en cap de l'exèrcit persa, va derrotar l'exèrcit turc prop de Bagdad. Consegüentment Turquia va haver de transferir a Pèrsia diverses províncies incloent-hi Xirvan. El general Nadir va enviar el seu missatger a Surkhay Khan I de Shirvan i li va reclamar que abandonés el territori. Surkhay Khan va escriure a Nadir una carta que deia que "Xirvan va ser conquerit per les espases dels lesguians i Turquia no li havia donat a ell com a regal, i que ni el sultà de Turquia ni Ahmed de Bagdad tenien el dret de demanar-li entregar aquest territori". Surkhay Khan reflectia el desig dels daguestanis i xirvanis que era rotundament contra la presa de poder persa a Xirvan.
El 17 d'agost de 1734 el general Nadir es va moure en direccions diferents i va capturar Shemakha, Qabala, Khachmaz, Derbent i Kura. Surkhay Khan I va enfrontar a Nadir a Deve-Batan, no lluny de Qabala, on els muntanyesos i els turcs van ser derrotats per una artilleria poderosa de l'enemic. Avançant més enllà amb l'artilleria de Nadir castigant les posicions de Surkhay Khan I al riu Koysu durant tres dies i arribat a Gazi-Kumukh. Nadir Xah va evacuar la zona.
El novembre de 1735 Nadir Xah va tornar, va vèncer la resistència i va capturar Gandja, Djaria, Sheki, Xirvan, Shemakha, i Derbent. Nadir Xah llavors es va dirigir a Gazi-Kumukh. Surkhay Khan estava no lluny de Gazi-Kumukh on l'exèrcit de trenta mil soldats de Nadir van xocar contra un exèrcit de deu mil homes de Surkhay Khan I. "La terra era vermella amb sang com Jaihun" va escriure l'historiador iranià Muhammed Gazim. Surkhay Khan va haver de retrocedir a Andalal un altre cop. Però en els anys següents Shurkay es va reforçar; va obtenir rescat de la fortalesa de Derbent i va derrotar l'exèrcit persa de Mehdi Khan. El 1738 Ibrahim Khan va marxar contra els daguestanis, però el conflicte es va saldar en una severa derrota per l'exèrcit del xah manat per Ibrahim-khan.
El 2 de juliol de 1741, Nadir Xah va envair Daguestan al front d'un exèrcit de cent mil soldats. Els perses van enfrontar a l'enemic a Bashli, Dubek, Tabasaran, Kaitag i Djengutai. Muhammed Gazim, historiador de Nadir Xah, va escriure que "les tropes de Surkhay van continuar disparant per dues hores i els vint mil tiradors de Khorasan i Turkestan va deixar aquest món". No obstant això, els perses van vèncer les defenses dels muntanyesos. L'agost de 1741 Surkhay Khan va retrocedir a la seva fortalesa a Gazi-Kumukh però es va rendir en una setmana. Muhammad Bek i Murtazali Bek amb cinc mil homes van retrocedir a Andalal. Ahmed Khan va retrocedir també a Andalal on els muntanyesos començaven a reunir-se. A finals d'agost de 1741, Nadir Xah es va apropar al territori d'Andalal. Sogratl esdevenia el centre militar dels daguestanis. Murtazali Khan que havia succeït al seu pare Shurkay Khan, estava al front de l'exèrcit daguestani a Andalal. Quatre dies i quatre nits van passar en dures batalles. Els perses foren derrotats a Sogratl, Megeb, Chokh i Oboch. Una batalla històrica decisiva va començar el 12 de setembre de 1741 a l'altiplà de Turchidag. Al congost d'Aymaki l'exèrcit persa va ser atacat i derrotat igualment. La nit del 28 de setembre Nadir Xah va retirar-se d'Andalal perdent 40 mil soldats del seu exèrcit, segons I. Kalushkin. Murtazali Khan va perseguir als perses en retirada fins a Derbent.

### Kans de Shamakha o Xirvan
- 1721 - 1728 Haji Davud (feudatari de Russia des de 1722)
- 1728 - 1734 Surkhay Khan (kan de Kazi Kumukh, feudatari de Russia fins al 1732)
- 1734 - 1737 Mehti Quli Khan
- 1737 - 1738 Ali Quli Khan
- 1738 - 1739 Mohammed Quli Khan
- 1739 - 1741 Sardar Beg Qirkhlu Afshar
- 1741 Haydar Khan Afshar
- 1741 - 1742 Sam Mirza

### Segon Kanat de Xirvan
Quan el xa de Pèrsia Nàdir-Xah Afxar va conquerir la ciutat de Şamaxı el 1742, com a càstig per la seva resistència va establir una nova ciutat amb el mateix nom 16 milles a l'oest al peu de la cadena principal del Muntanyes del Caucas, i hi va traslladar els seus habitants. La nova Şamaxı es convertí en la capital del kan de Şamaxı Hajji Muhammad Ali Khan que governà fins a 1765. A la mort de Nadir Xah el 1747 els begs no van acceptar a Hajji Muhammad i van començar a lluitar contra ell. El historiador Abbasgulu Bakıxanov diu: "El 1178 AH (1765) Muhammad Khan, que amb l'oposició de dos germans i caps tribals Muhammad Said Khan i Elat Aghasi Khan, s'havia guanyat el títol de kan i havia conquerit la ciutat d'Agsu, va morir en el honor i la glòria" 
Shamakhi, l'antiga Shirvan de l'antiguitat, fou la capital dels dos germans que es van traslladar allà però es van iniciar disputes entre els dos. El 1767 els kans de Quba (Fath Ali Khan o Fatali Khan) i de Shaki (Muhammad Huseyn Khan) van atacar Shamakha i els dos germans van haver de lliurar la ciutat (Muhammad Said fou enviat presoner a Derbent i Aghasi fou cegat i enviat a Kourou) i el kanat es va repartir entre Quba i Shakki. Ismayil Bey Hajinski va escriure sobre això: “Fatali Khan va dividir Xirvan amb Huseyn Khan de manera que els mahals (districtes) de Saadan i Kaasan, fronterers amb Sheki (Shaki) foren cedits a Huseyn Khan, mentre Fatali Khan es va quedar amb la resta, retornant a Quba". Fatali Khan va ordenar destruir la Nova Shamakha (que quedava per a Shakki) fins als fonaments i establir als seus habitants a la vella Shamakha (que quedava en mans de Fatali). En documents oficials del 1768 Fatali Khan és anomenat com el "altament respectat kan de Derbent, Quba i Shamakhi (Xirvan)”. Entre 1768 i 1789 el kanat va estar ocupat quasi sempre pel Kanat de Quba, aleshores el més poderós, i Aghasi Khan va restar a l'exili.
Entre Fatali Khan i Muhammad Huseyn Khan es va desenvolupar un gran odi. El kan de Shakki no volia perdre els territoris conquerits i no pensava permetre que el Khan de Quba ampliara les fronteres a costa seva i va optar per fer la pau amb Muhammad Said i amb el cec Aghasi Khan. Aquest darrer va començar a improvisar una força contra el governant de Quba amb els seus partidaris de Xirvan i de l'àvar Nutsa Mersel Khan (1765-1774) i van enviar destacaments contra Fatali Khan sota comandament dels fills del kan àvar. En la batalla, Fatali Khan va obtenir una victòria sobre les forces de Muhammad Huseyn Khan, d'Aghasi Khan y del àvar Nutsa. Els fills de Nutsa van caure en la batalla; el kan de Sheki (Shakki) va fugir i Aghasi Khan es va refugiar a Kotevan a la riba del riu Kura en la moderna regió d'Agdash.
El 1774, les forces combinades de Nutsa Mersel Khan, Aghasi Khan y Muhammad Huseyn Khan, aprofitant l'absència de Fatali Khan, van ocupar Shamakha. Barallat amb Aghasi Khan, el kan de Sheki, Mohammed Huseyn Khan es va retirar amb el seu exèrcit. Reunint forces, Fatali Khan es va ajuntar amb el kan de Bakú Malik Muhammad Khan I i va arribar a Shamakhi derrotant els seus enemics. Aghasi Khan va fugir altre cop a Kotevan (alguna font indica que va fugir a Mugan). El 1776, Fatali Khan va entregar Shamakha a Mohammad Khan de Baku i li va donar a la seva germana Fàtima com esposa pel seu fill Memerzu.
El 1785 Fatali Khan va obtenir una victòria final sobre el kan de Sheki i l'ex kan de Xirvan. Aghasi Khan es va entregar al guanyador que es va emportar als seus dos fils a Quba, i més tard foren enviats a Bakú. D'altra banda Fatali Khan va exigir a Mohammed Said Khan la renúncia al kanat de Xirvan i l'entrega dels seus dos fills que foren enviats com a ostatges a Salyan. Poc abans de la seva mort, Fatali Khan va liquidar la casa dels kans de Shemakha: el 1788, seguint les seves ordres, Aghasi Khan i els seus fills Ahmet Beg i Mohammed Beg foren executats a Bakú i els dos fills de Mohammad Said Khan, Mahommad Beg i Iskender Beg, a Salyan; un altre fill de Muhammad Said Khan i gendre de Fatali Khan, Mohammed Riza Beg (1753-1788) fou executat a Quba. Aghasi Khan fou enterrat a Bakú, però la seva tomba és desconeguda. El 1786 la Nova Shamakha fou reconstruïda. El historiador Abbasgulu Bakıxanov escriu sobre aquestos fets: "Fatali Khan AH 1199 (1785) i els seus aliats van anar a la guerra contra el kan Aghasi Khan de Xirvan. Al mateix temps es va allunyar del kan de Karabagh, Ibrahim Khalil Khan, que es va aliar a Aghasi; la causa d'això fou que Fatali Khan estava un dia prop de Bakú quan el kan de Xirvan, Aghasi Khan i el seu fill gran Ahmed Beg el va trobar en el camí; en el combat que va seguir Mehrali Beg, fill d'Ibrahim Khalil de Karabagh, va morir. Fatali Khan va enviar al seu cos en bon estat a Shaki o Sheki. Després d'aquest incident el kan de Sheki va començar a fer-se amic de Fatali Khan i es va distanciar d'Aghasi Khan. Sheki i Quba van enviar tropes a banda i banda contra Aghasi Khan al que van derrotar i Fatali Khan Khan el va fer presoner junt amb els seus dos fills que van ser enviats a Quba".
Aghasi Khan va demanar perdó a Ibrahim Khalil de Karabagh per la mort del seu fill, i aquest finalment el va perdonar. Ibrahim Khalil Khan Javanshir el 1786 es va aliar amb el Khan de Lenkoran, i van marxar contra Xirvan dirigits per Mahammad Said que va ocupar el lloc del seu germà cec Aghasi Khan; quan Fatali Khan de Quba va saber l'amenaça sobre Shamakha, va enviar forces des de Salyan. Ibrahim Khalil i Mahammad Said van ser rebutjats. Els kans de Lenkoran (Talysh), Karabagh i Xirvan es van haver de retirar.
Segons algunes fonts, el 1789 el kan de Sheki Muhammad Hassan Khan, després de conèixer la mort de Fatali Khan, va atacar Shamakhi. El fill gran de Fatali Khan, Ahmed Khan, que era en aquest moment a la ciutat fou incapaç de resistir i va fugir a Quba i es va proclamar kan (com Ahmed Khan II). A Shamakhi el beg Manaf Beg es va proclamar kan de Xirvan però al cap de 15 dies Asgar Beg, fill de Muhammad Said Khan, amb el suport de forces del kan de Karabagh va ser proclamat kan de Xirvan (independent de Quba i de Sheki) matant a Manaf Beg (ara anomenat Manaf Khan) i va governar fins al 1796 quan fou substituït pel seu oncle Mustafa Khan, que era el fill d'Aghasi Khan.
El historiador Bakikhanov descriu d'una manera diferent aquests esdeveniments: escriu que quan el kan de Sheki Mahammad Hasan Khan (1783-1795) es va aliar amb l'Imperi Otomà, amb els begs de Xirvan, Askar Beg, Mustafà Beg (fills d'Aghasi Khan), Kasim Beg (gendre d'Aghasi Beg), amb Manaf Beg, fill de l'ex-kan de Xirvan Haji Muhammad Ali Khan, i amb l'exiliat Ahmad Khan de Quba (1789-1791), el kan de Sheki va repartir el domini de Xirvan entre Manaf Bey (que fou establert a Nova Shamakhi) i els fills dels difunts Aghasi Khan i Muhammad Said Khan. Bakixanov continua: "Després d'una setmana de lluita va conquerir la ciutat d'Agsu (Nova Shemakhi), matant al dèbil i incapaç Manaf Khan; el fill gran de Mohammed Said Khan, Asgar Beg, fou proclamat Khan d'un Xirvan unificat".
El 1795 penetraren els russos des de Bakú fins a Şamaxı, però aviat van marxar de nou. El 1796 va pujar al tron Mustafà Khan. El 25 de desembre del 1805 Mustafa Khan i el general Pàvel Tsitsiànov van signar un tractat que establia el protectorat rus sobre el kanat de Xirvan. Mustafà va jurar i prometre acceptar la ciutadania russa: " Jo, Mustafa Khan de Xirvan, en el meu nom i en el dels meus hereus i successors, solemnement rebutjo per sempre el vassallatge de qualsevol estat i sota qualsevol títol i qualsevol dependència de Pèrsia o d'un altre poder i declaro a tot el món que no reconec per mi mateix i pels meus successors altra autocràcia suprema que la del gran emperador de totes les Rússies i les dels seus hereus i successors al tron imperial de Rússia, prometen lleialtat al tron, com a lleial servidor, i d'acord amb el costum ho va jurar sobre l'Alcorà". d'Acord al Tractat de Gulistan de 1813, Pèrsia va reconèixer el pas del kanat de Xirvan sota autoritat de l'Imperi Rus.
El 1820, Mustafa Khan va canviar de parer i va fugir a Pèrsia. Rússia llavors va abolir el kanat i l'administració directa russa fou establerta a Shamakhi. La província de Xirvan es va formar poc després i el 1840 fou inclosa a la regió de la mar Càspia; el 1846 es va crear la província de Shemakha i el 1859 va passar a la província de Bakú.

## Economia i govern
Administrativament, el kanat de Shirvan estava dividit en Magalim o mahali, generalment tretze. En termes ètnics, la població predominant era àzeri. La majoria dels habitants del kanat eren musulmans xiïtes, si bé els nòmades hanchobany i una part menor de la població era sunnita. La dinastia governant dels Serkerov (kans Aghasi Khan y Muhammad Said [Sayyid] Khan disposava d'una força militar significativa, proporcionant excel·lents genets. El nombre de soldats va arribar a sis mil. A. V. Suvorov va informar de poderoses fortificacions a la ciudad Shamakhi, amb parets que tenien fins a 40 canons; Suvorov va escriure: "El kan de Shamakhi podia reunir les seves tropes, cavalleria, i quatre mil infants en poc temps; disposava també de 30 camells. Tenia canons i pólvora.
La població estava ocupada principalment en l'agricultura, la producció de seda i diversos teixits, el comerç i l'artesania. Al kanat estaven en circulació les monedes Abbasi i el pes de Tabriz. A partir del tercer quart del segle xviii es va desenvolupar un tipus de moneda que es va conservar fins a la liquidació del kanat. A la seca de Shamakhi des de 1768 i fins a 1774 es van encunyar monedes pel wakil persa (regent) Karim Khan Zand; en paral·lel s'encunyaven els abbasis.
Shirvan era un centro de sericultura important, produint quatre vegades més seda que altres kanats. En la dècada de 1770 en el territori del kanat existien unes 1.500 maquines de teixir seda. A pesar de les enormes dificultats en el desenvolupament de la sericultura, degut a las guerres civils, els residents de Xirvan, segons els contemporanis, "continuaven practicant aquest art dins de la família." S. Bronevsky també assenyalava que a pesar de la devastació repetida a Xirvan "l'antic esperit del comerç i l'artesania no s'havia extingit del tot." Segons A. G. Serebrova, "a Shamakhi els que hi vivien a l'estiu, dels dos sexes, no es dedicaven al treball domèstic i treballaven només en la seda i el cultiu del camp, i a l'hivern treballaven les diferents teles i teles de seda; quasi tots els fabricants i teixidors produïen unes sedes bones i uns derivats encara millors".

### Kans de Khoja Shamakha (Vella Shamakha)
- 1748 - 1767 Muhammad Said Khan
- 1767 a Quba

### Kans de Yeni Shamakha (Nova Shamakha)
- 1748 - 1763 Hajji Muhammad Ali Khan
- 1763 - 1767 Aghasi Khan
- 1768 - 1769 Fath Ali Khan (Khan de Quba, també kan a Baku) (dos districtes van passar a Sheki)
- 1769 - 1770 Abd Allah Beg (Khan de Baku)
- 1770 - 1774 Ildar Beg
- 1774 - 1776 Aghasi Khan (segon regnat)
- 1776 - 1785 Muhammad Khan (de Baku)
- 1785 - 1786 Fath Ali Khan (de Quba)
- 1786 Muhammad Said Khan (segona vegada)
- 1786 - 1789 Fath Ali Khan (de Quba), amb el seu fill Ahmed Khan com a virrei
- 1789 Manaf Beg (Manaf Khan)

### Kans de tot el kanat
- 1789 Askar Khan (fill de Muhammad Said Khan)
- 1789 - 1792 Qasim Khan
- 1792 - 1796 Mustafa Khan
- 1796 Qasim Khan
- 1796 - 1820 Mustafa Khan